# Liste der Monuments historiques in Pouan-les-Vallées
Die Liste der Monuments historiques in Pouan-les-Vallées führt die Monuments historiques in der französischen Gemeinde Pouan-les-Vallées auf.

## Liste der Immobilien
| Bezeichnung      | Beschreibung           | Standort               | Kennzeichnung | Schutzstatus | Datum | Bild |
| ---------------- | ---------------------- | ---------------------- | ------------- | ------------ | ----- | ---- |
| Kirche St-Pierre | ab dem 13. Jahrhundert | Rue de l’Église (Lage) | PA00078189    | Classé       | 1913  |      |

## Liste der Objekte
| Bezeichnung                                                 | Beschreibung                                                                                   | Standort                       | Kennzeichnung | Schutzstatus | Datum | Bild |
| ----------------------------------------------------------- | ---------------------------------------------------------------------------------------------- | ------------------------------ | ------------- | ------------ | ----- | ---- |
| Hauptaltar                                                  | Altartisch, Tabernakel und Retabel; Holz, farbig gefasst und vergoldet, ab dem 16. Jahrhundert | in der Kirche St-Pierre (Lage) | PM10001585    | Classé       | 1897  |      |
| Skulptur Heiliger Dionysius                                 | Holz, farbig gefasst, 16. Jahrhundert                                                          | in der Kirche St-Pierre (Lage) | PM10004802    | Inscrit      | 1983  |      |
| Skulptur Johannes der Täufer                                | Kalkstein, farbig gefasst, 17. Jahrhundert                                                     | in der Kirche St-Pierre (Lage) | PM10004804    | Inscrit      | 1984  |      |
| Kruzifix                                                    | Holz, vergoldet, Ende des 18. Jahrhunderts                                                     | in der Kirche St-Pierre (Lage) | PM10003228    | Classé       | 1911  |      |
| Skulptur Madonna mit Kind                                   | Kalkstein, farbig gefasst, zweite Hälfte des 14. Jahrhunderts                                  | in der Kirche St-Pierre (Lage) | PM10001589    | Classé       | 1911  |      |
| Skulptur Heiliger Christophorus                             | Kalkstein, 16. Jahrhundert                                                                     | in der Kirche St-Pierre (Lage) | PM10001592    | Classé       | 1911  |      |
| Skulptur Heiliger Dominikus                                 | Holz, farbig gefasst, um 1600                                                                  | in der Kirche St-Pierre (Lage) | PM10004807    | Inscrit      | 1979  |      |
| Epitaph für Eloi Champenois und seine Frau                  | Kupfer, bezeichnet 1646 und 1671                                                               | in der Kirche St-Pierre (Lage) | PM10004808    | Inscrit      | 1979  |      |
| Triptychon Marienleben                                      | Ölfarbe auf Holz, bezeichnet 1584                                                              | in der Kirche St-Pierre (Lage) | PM10001588    | Classé       | 1908  |      |
| Skulptur Heiliger Antonius                                  | Kalkstein, 16. Jahrhundert; seit 1980 verschwunden                                             | in der Kirche St-Pierre (Lage) | PM10001587    | Classé       | 1908  |      |
| Kirchenfenster                                              | aus dem 16. Jahrhundert                                                                        | in der Kirche St-Pierre (Lage) | PM10001586    | Classé       | 1913  |      |
| Erinnerungstafel an eine Messstiftung durch Laurent Theveny | Kupfer, bezeichnet 1746                                                                        | in der Kirche St-Pierre (Lage) | PM10004803    | Inscrit      | 1979  |      |
| Skulptur Heiliger Joseph                                    | Holz, farbig gefasst, um 1600                                                                  | in der Kirche St-Pierre (Lage) | PM10004811    | Inscrit      | 1979  |      |
| Pietà                                                       | Kalkstein, farbig gefasst, um 1600                                                             | in der Kirche St-Pierre (Lage) | PM10004801    | Inscrit      | 1980  |      |
| Skulptur Heilige Barbara                                    | Kalkstein, farbig gefasst, erste Hälfte des 16. Jahrhunderts                                   | in der Kirche St-Pierre (Lage) | PM10001590    | Classé       | 1911  |      |
| Skulptur eines heiligen Bischofs (1)                        | Kalkstein, farbig gefasst, 16. Jahrhundert                                                     | in der Kirche St-Pierre (Lage) | PM10001591    | Classé       | 1911  |      |
| Skulptur Mater dolorosa                                     | Holz, farbig gefasst, 17. Jahrhundert                                                          | in der Kirche St-Pierre (Lage) | PM10001598    | Classé       | 1982  |      |
| Kanzel                                                      | Holz, 16. und 18. Jahrhundert                                                                  | in der Kirche St-Pierre (Lage) | PM10001594    | Classé       | 1911  |      |
| Wandvertäfelung des Chorraums                               | Eichenholz, bemalt, 18. Jahrhundert                                                            | in der Kirche St-Pierre (Lage) | PM10001599    | Classé       | 1983  |      |
| Sakramentshaus                                              | Holz, farbig gefasst und vergoldet, 16. Jahrhundert                                            | in der Kirche St-Pierre (Lage) | PM10001593    | Classé       | 1911  |      |
| Glocke                                                      | Bronze, 1684 gegossen                                                                          | in der Kirche St-Pierre (Lage) | PM10001596    | Classé       | 1928  |      |
| Skulptur Johannes Evangelist                                | Kalkstein, farbig gefasst, 17. Jahrhundert                                                     | in der Kirche St-Pierre (Lage) | PM10004805    | Inscrit      | 1983  |      |
| Skulptur Unterweisung Mariens                               | Holz, vergoldet, Mitte des 16. Jahrhunderts                                                    | in der Kirche St-Pierre (Lage) | PM10004809    | Inscrit      | 1979  |      |
| Seitenaltar                                                 | Altartisch und -aufbau; Eichenholz, 16. Jahrhundert                                            | in der Kirche St-Pierre (Lage) | PM10004809    | Inscrit      | 1979  |      |
| Skulptur Heiliger Claudius                                  | Kalkstein, farbig gefasst, 16. Jahrhundert                                                     | in der Kirche St-Pierre (Lage) | PM10004812    | Inscrit      | 1979  |      |
| Chorschranke                                                | Schmiedeeisen und Holz, vergoldet, Ende des 18. Jahrhunderts                                   | in der Kirche St-Pierre (Lage) | PM10001595    | Classé       | 1911  |      |
| Skulptur eines heiligen Bischofs (2)                        | Kalkstein, farbig gefasst, 16. Jahrhundert                                                     | in der Kirche St-Pierre (Lage) | PM10001597    | Classé       | 1982  |      |
| Skulptur eines heiligen Bischofs (3)                        | Holz, farbig gefasst, 18. Jahrhundert                                                          | in der Kirche St-Pierre (Lage) | PM10004806    | Inscrit      | 1981  |      |